# Alex Ross (Musikkritiker)

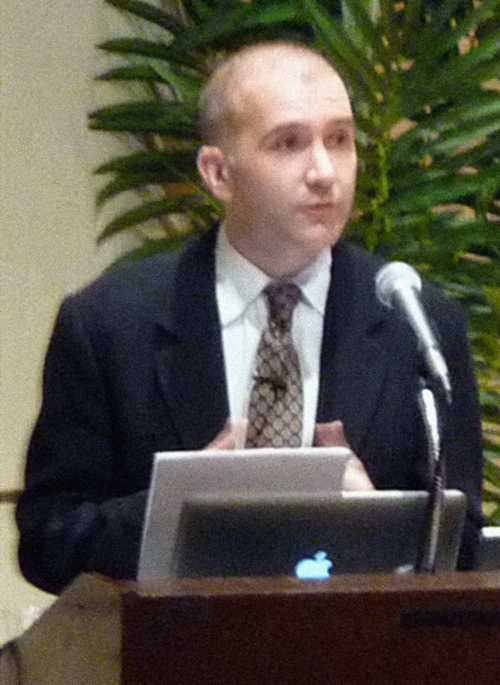
Alex Ross, 2008

Alex Ross (* 12. Januar 1968 in Washington, D.C.) ist ein US-amerikanischer Musikkritiker und Buchautor.

## Leben und Werk
Ross war Student beim Komponisten Peter Lieberson an der Harvard University und graduierte 1990 summa cum laude mit einer Arbeit zu James Joyce. Er erhielt ein 2008 Stipendium der MacArthur Fellowship, zwei ASCAP-Deems Taylor Awards für Musikkritik und ein Holtzbrinck Stipendium der American Academy in Berlin.
1992 bis 1996 war Ross Musikkritiker der New York Times und schrieb daneben für The New Republic, Slate, London Review of Books und Fanfare (1992–1998). Seit 1996 ist er beim Magazin The New Yorker angestellt. 2009 veröffentlichte er The Rest Is Noise: Das 20. Jahrhundert hören (engl. Originalausgabe 2007, The Rest Is Noise: Listening to the Twentieth Century), eine vielbesprochene Kulturgeschichte der klassischen Musik des 20. Jahrhunderts, die eher im Stile eines Romans als eines Fachbuches geschrieben ist und dementsprechend auch größtenteils auf Fachbegriffe verzichtet. Im Jahr 2020 erschienen zwei weitere Bücher in deutscher Sprache bei Rowohlt, Listen to This (engl. Originalausgabe 2010, Listen to This) und Die Welt nach Wagner (engl. Originalausgabe 2020, Wagnerism. Art and Politics in the Shadow of Music).
Ende 2011 erhielt er den mit 20.000 € dotierten Belmont-Preis 2012 der Forberg-Schneider-Stiftung für sein Buch The Rest Is Noise; „dieses erzähle kenntnisreich und unterhaltsam von der Musik dieser Zeit und eröffne über die Grenzen von Klassik, Jazz, Rock und Pop hinweg einen neuen Blick auf die Kulturgeschichte,“ so die Stiftung in ihrer Laudatio. 2012 wurde Ross in die American Academy of Arts and Sciences gewählt.

## Schriften
- Alex Ross: The Rest Is Noise: Das 20. Jahrhundert hören. Piper Verlag, München 2009, ISBN 978-3-492-05301-3.
- Alex Ross: Listen to This. Rowohlt, Hamburg 2020, ISBN 978-3-499-00380-6.
- Alex Ross: Die Welt nach Wagner. Rowohlt, Hamburg 2020, ISBN 978-3-498-00185-8.